# Kościół św. Franciszka z Asyżu w Strzelcach Krajeńskich
Kościół pw. św. Franciszka z Asyżu w Strzelcach Krajeńskich – rzymskokatolicki kościół parafialny w Strzelcach Krajeńskich, w województwie lubuskim. Należy do dekanatu Strzelce Krajeńskie diecezji zielonogórsko-gorzowskiej.

## Historia
Świątynia wybudowana została dla potrzeb parafii rzymskokatolickiej w 1929 roku. Katolicy ze Strzelec należeli do tego czasu do parafii Podwyższenia Krzyża Świętego w Gorzowie. Ze względu jednak na rozwój gminy rzymskokatolickiej w mieście i okolicznych miejscowościach, dekretem Kurii Archidiecezjalnej we Wrocławiu erygowana została nowa parafia. 

## Architektura
Jest to skromna budowla salowa, nosząca cechy stylu modernistycznego. Świątynia jest murowana z cegły klinkierowej, zbudowana na rzucie prostokąta z wyodrębnionym od strony wschodniej prezbiterium i kruchtą od strony północnej. Pod względem architektonicznym kościół ma kształt prostopadłościanu, pokryty jest dachem czterospadowym z niską sygnaturką. Do wnętrza wchodzi się przez portal w ryzalicie fasady zachodniej oraz kruchtę, ponad którą umieszczona jest empora. W fasadach bocznych umieszczone są wąskie otwory okienne przedzielone słupkiem z cegły. Prezbiterium doświetla okulus. 

## Wyposażenie
Z dawnego wyposażenia świątyni zachowały się, m.in.: obraz z przedstawieniem św. Franciszka, malowany strop, wykonany z drewna oraz stolarka na drzwiach i ławki.

## Hejnał
Codziennie o godzinie dwunastej z wieży kościoła odtwarzany jest Hejnał Strzelec Krajeńskich, skomponowany w 2008 roku przez Jana Kupczyńskiego.